# Willa „Telimena”
Willa „Telimena” – murowana willa w Zakopanem, zlokalizowana w górnej części Drogi do Białego.

## Historia
Budynek został wybudowany w latach 30. XX wieku, wraz z innymi, nazwą związanymi z twórczością Adama Mickiewicza: „Panem Tadeuszem” i nieco mniejszą „Zosią”. Mieścił pensjonat prowadzony przez Zofię i Stanisławę Drzewieckie (stanowiąc własność Ewy z Michajdów Gryczowej-Zubrzyckiej). Po rozpoczęciu okupacji niemieckiej pensjonat nadal działał. Drzewieckie zostały członkami ruchu oporu i pracowały dla polskiego podziemia. Przyjmując Niemców w pensjonacie, zyskiwały cenną przykrywkę dla swojej działalności podziemnej. Willa stała się ważnym punktem kontaktowym dla kurierów tatrzańskich przemycających ludzi, sprzęt, pieniądze i korespondencję z okupowanej Polski na Węgry i w drugą stronę. W jednym z małych pokoi na poddaszu przechowywano broń i materiały wybuchowe. Często oczekiwali tutaj kurierzy, jeśli sytuacja wymagała szybkiego reagowania lub oczekiwania na decyzje. W 1940 w kryjówce umieszczono zbiegłego z więzienia Montelupich w Krakowie Stanisława Marusarza (na Węgry wyekspediował go wówczas m.in. Wincenty Galica i Alfons Filar). Według Alfonsa Filara siostry Drzewieckie zostały zdemaskowane i zamordowane przez gestapo. Według innych źródeł zostały wysłane do obozu KL Auschwitz, gdzie zginęły w listopadzie 1942 roku
W 1940 r. wille „Telimena” i „Pan Tadeusz” były miejscem konferencji funkcjonariuszy NKWD i Gestapo w sprawie współdziałania w zakresie walki z polską konspiracją niepodległościową.
W okresie PRL obiekt należał do Urzędu Rady Ministrów. Obecnie jest prywatnym pensjonatem.